# (4292) Аоба
(4292) Аоба (лат. Aoba) — типичный астероид из группы главного пояса, который был открыт 4 ноября 1989 года японским астрономом Масахиро Коисикавой в Сендайской обсерватории и назван в честь японского замка Аоба XVII века. В 2002 году был исследован во второй фазе программы «Small Main-Belt Asteroid Spectroscopic Survey».

Орбита астероида Аоба и его положение в Солнечной системе